# 梅肯 (北卡罗来纳州)
梅肯（Macon）是美国北卡罗来纳州沃伦县的一个镇。
根据2000年美国人口普查，共有115人，其中白人占81.74%、非裔美国人占13.04%、土著美国人占1.74%。